# MG-040
A MG-040 é uma rodovia estadual de Minas Gerais. Sua extensão total é de 116 quilômetros, mas apenas 71 quilômetros de sua malha possui pavimentação. Seu percurso se inicia em Belo Horizonte e termina no município de Itaguara, no entroncamento com a BR-381.

## Percurso
A rodovia passa pelos seguintes municípios:
- Belo Horizonte
- Ibirité
- Sarzedo
- Mário Campos
- Brumadinho
- Bonfim
- Crucilândia
- Itaguara